# Шипсхед-Бей (линия Брайтон, Би-эм-ти)
|     |   |   |     |     |   |   |     |
| · л | · | · | · э | · э | · | · | · л |

|     |   |   |     |     |   |   |     |
| · л | · | · | · э | · э | · | · | · л |

«Шипсхед-Бей» (англ. Sheepshead Bay) — станция Нью-Йоркского метрополитена, расположенная на линии Брайтон, Би-эм-ти. Станция находится в Бруклине, в округе Шипсхед-Бей, на пересечении Шипсхед-Бей-роуд и Восточной 16-й улицы. На станции останавливаются маршруты B (в будни днём и вечером до 23:00) и Q (круглосуточно). Экспресс-пути используются маршрутом B (в будни днём и вечером до 23:00). Локальные пути используются маршрутом Q (круглосуточно).
Станция является наземной, расположена на четырёхпутной линии и представлена двумя островными платформами. Имеются навесы, каждый из которых поддерживают два ряда красных колонн. На колоннах также имеются таблички с названием станции. Станция реконструировалась в 1997 — 1998 годах. С декабря 2008 года по сентябрь 2010 года между платформами существовал временный деревянный пешеходный мост. Он соединял платформы во время реконструкции станций Авеню Ю и Нек-роуд, когда поезда ходили по изменённому графику движения.
Станция имеет два выхода. Основной выход, который работает круглосуточно, расположен в северной части платформ. Он представлен лестницами и мезонином с турникетным павильоном. Выход приводит к перекрестку Шипсхед-Бей-роуд и Восточной 16-й улицы. Второй выход расположен с южного конца платформ и имеет определённый график работы. Полноростовые турникеты, рапсположенные в турникетном павильоне мезонина, работают круглосуточно, тогда как обычные — только по будням. Второй выход приводит к перекрёстку Вуиэс-авеню с Восточной 16-й улицей. К югу от этого выхода есть пешеходный мост, который идёт вдоль линии к югу от станции и пересекает Белт-паркуэй.
Станция была открыта 23 августа 1907 года в качестве продления линии до Брайтон-Бич. До её открытия в 1917 году станция была конечной на линии. Эта станция была запечатлена в фильме «Американцы» 1992 года выпуска.

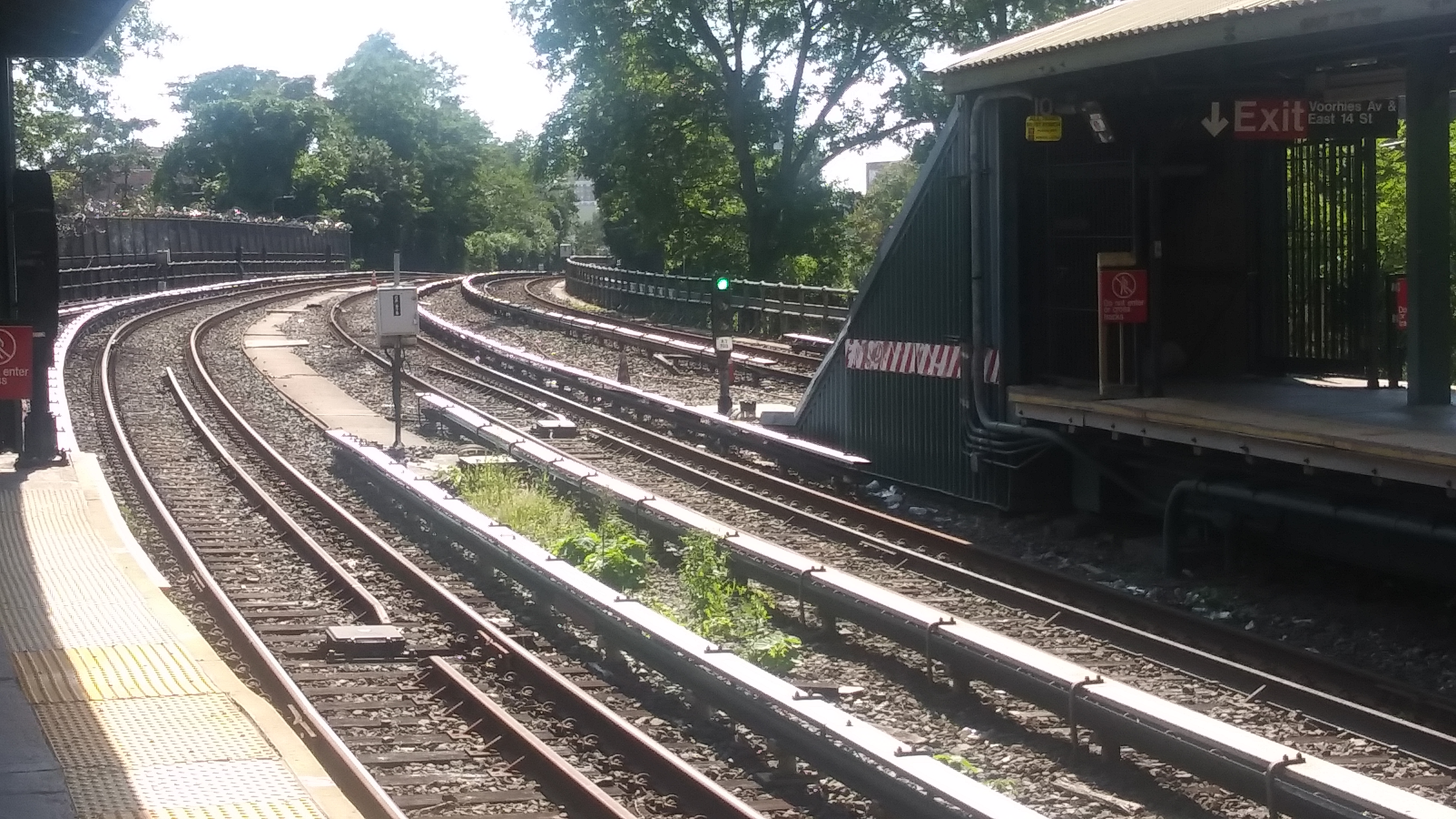
Пути к югу от станции
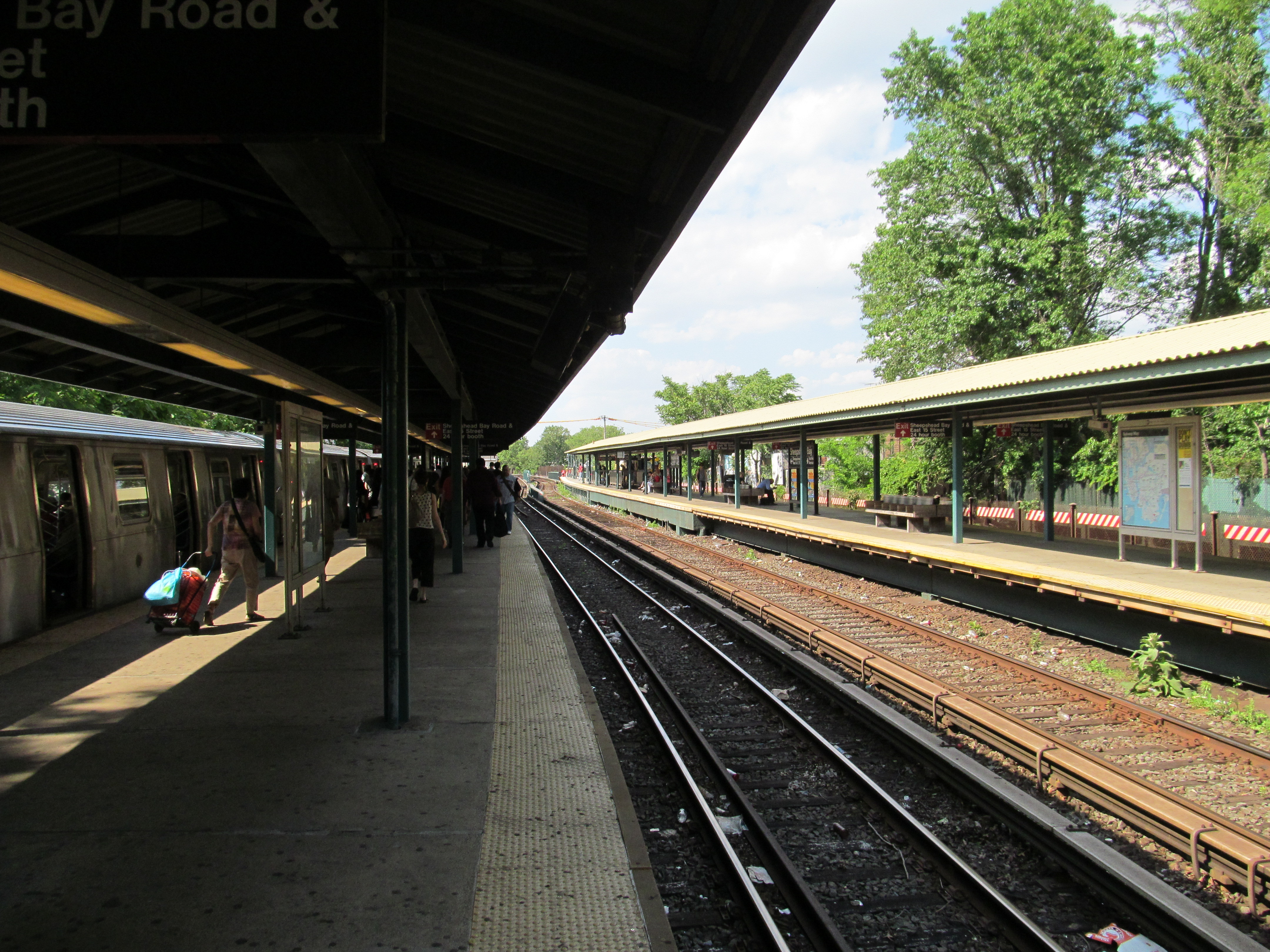
Платформа станции, поезд на локальном пути
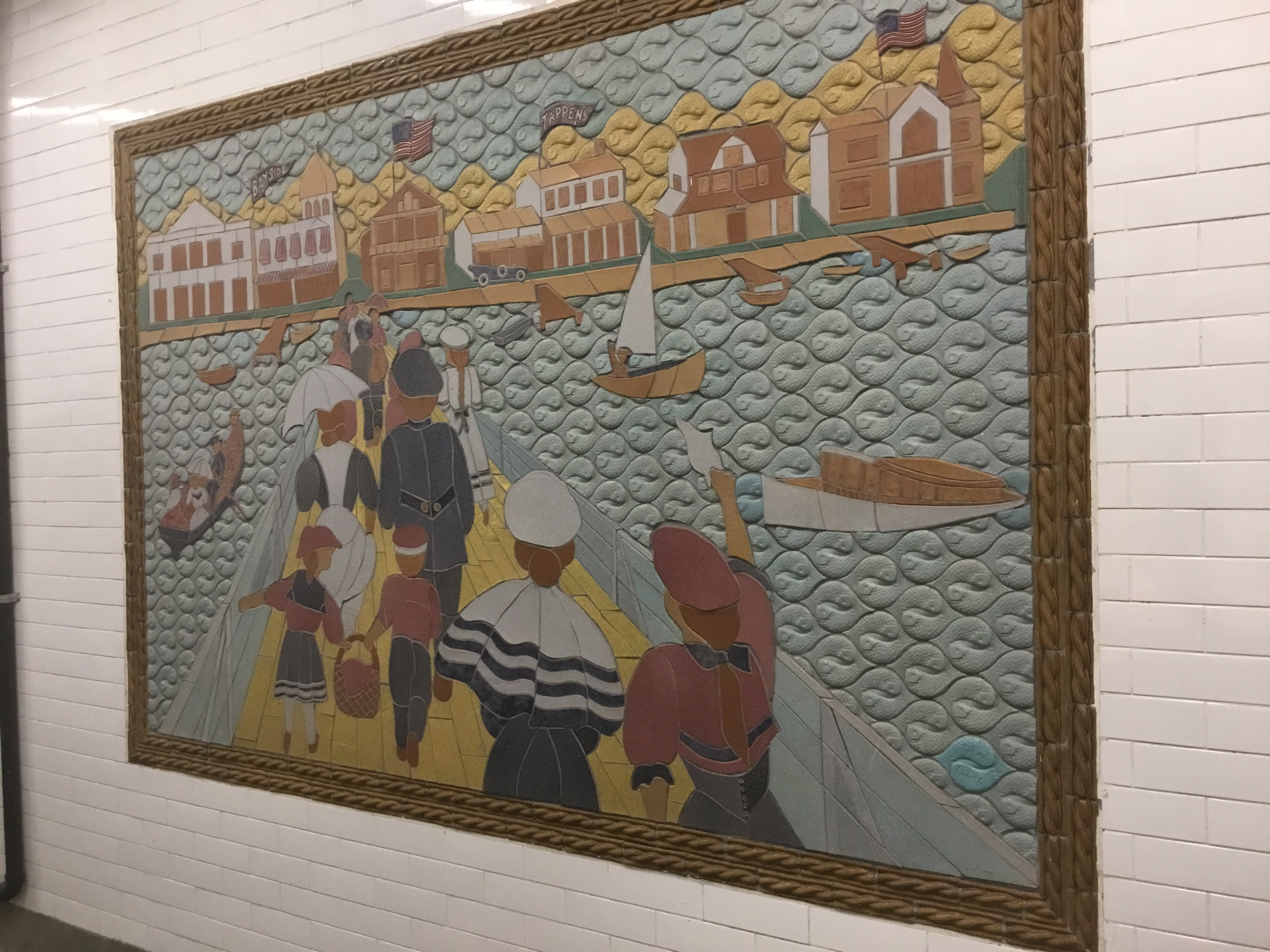
Мозаика в вестибюле «Открытки из Шипсхед-Бей»
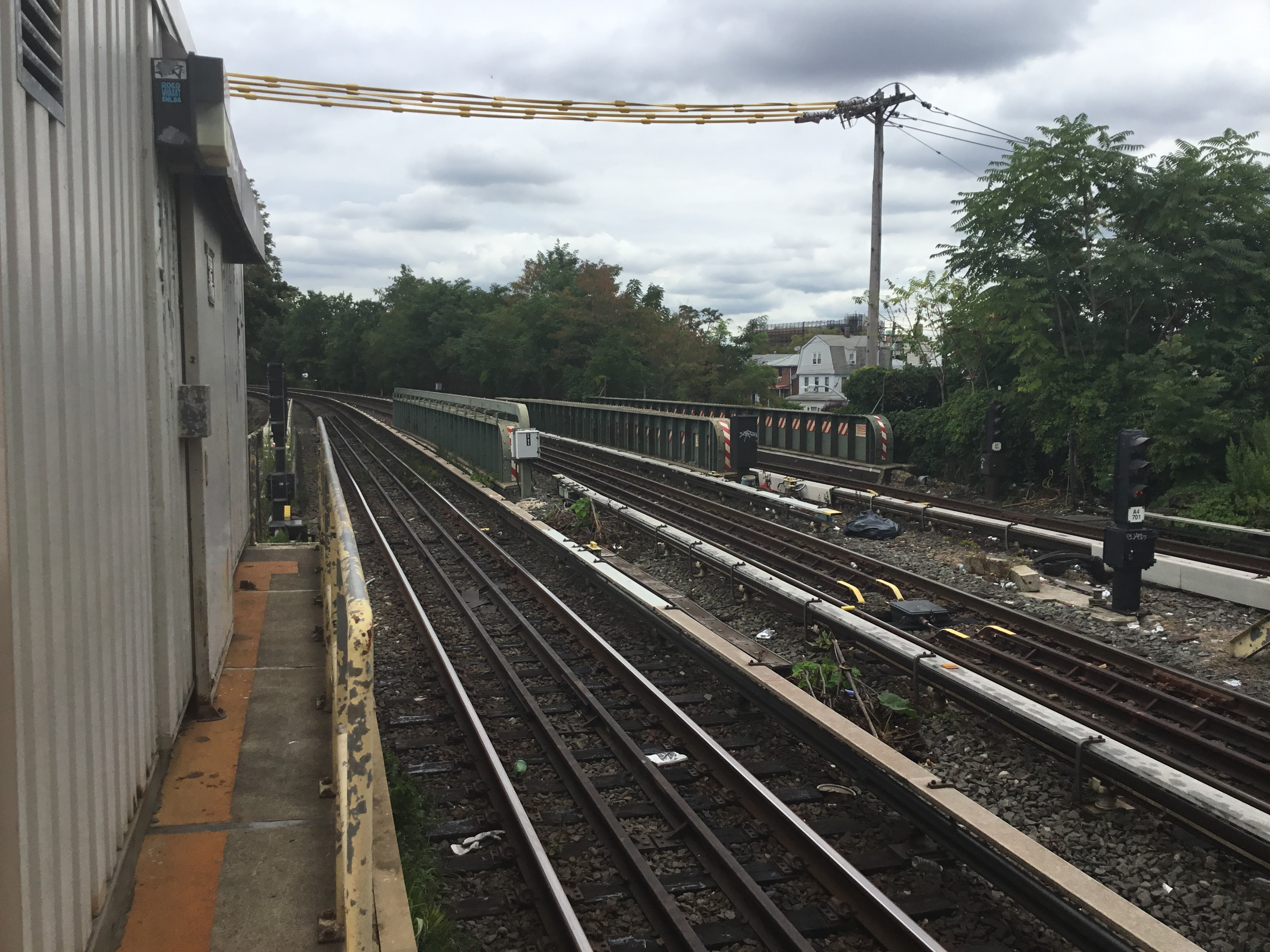
Пути в сторону севера
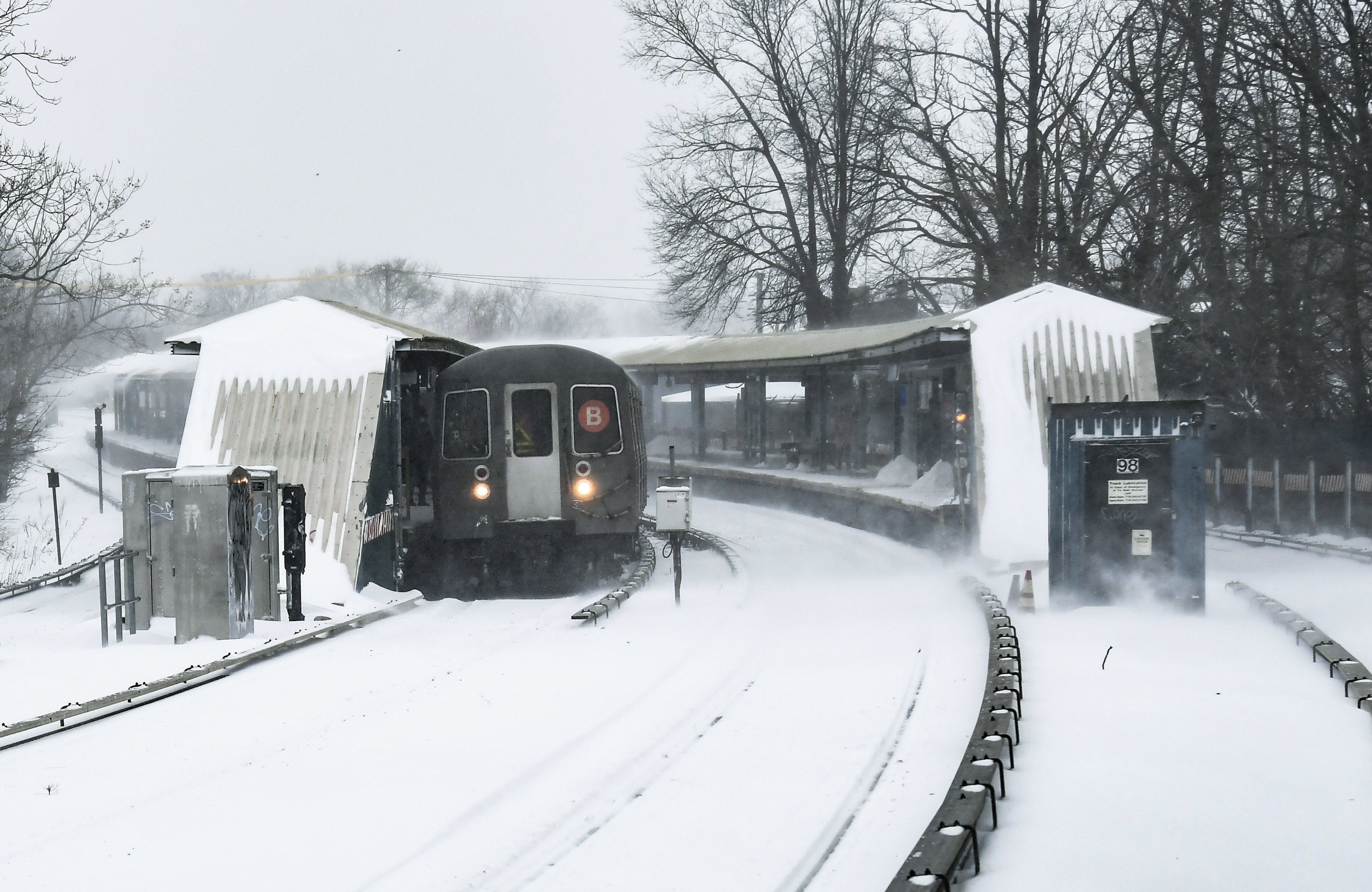
Станция во время снежных заносов
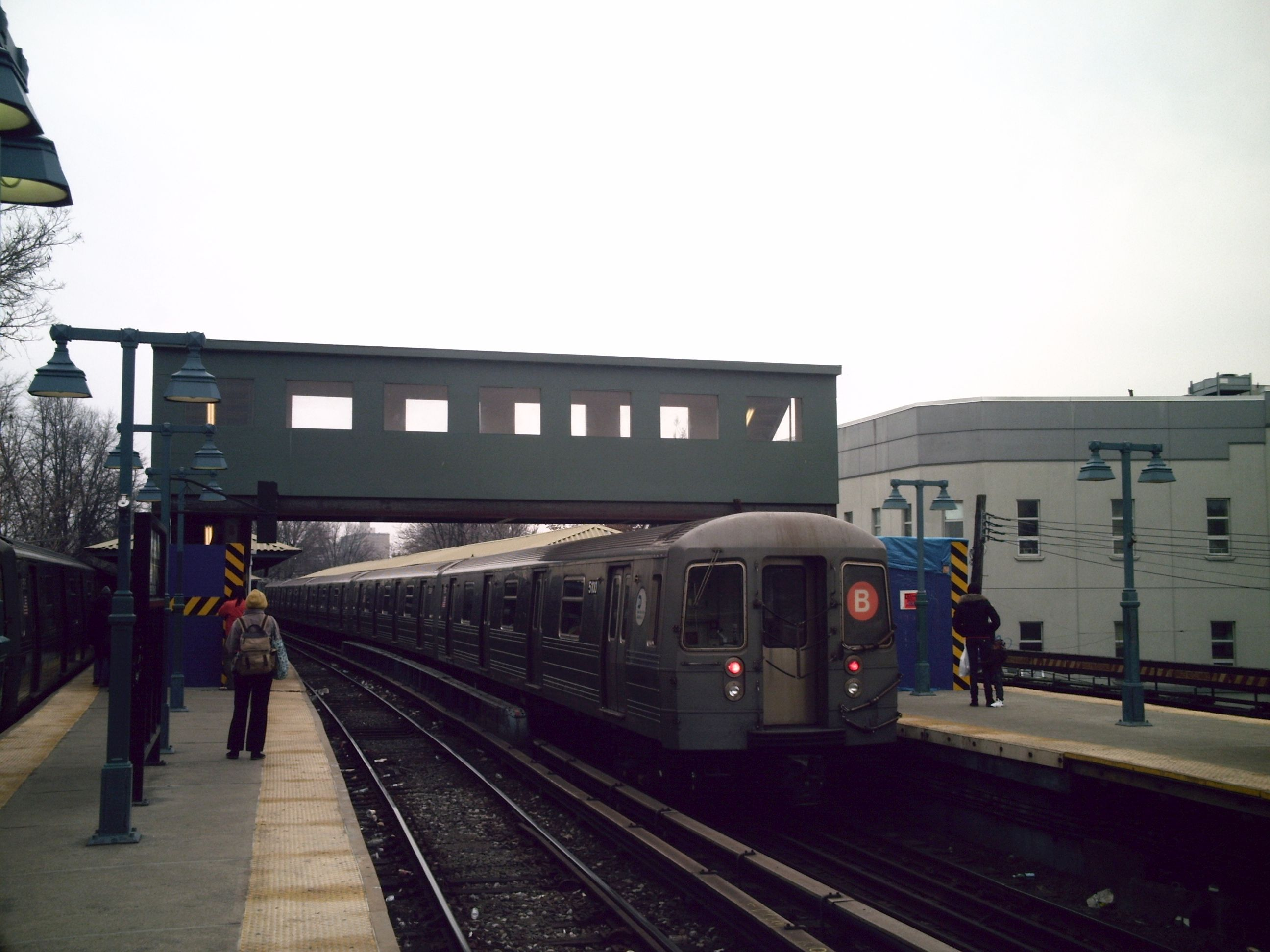
Пешеходный мост на время реконструкции
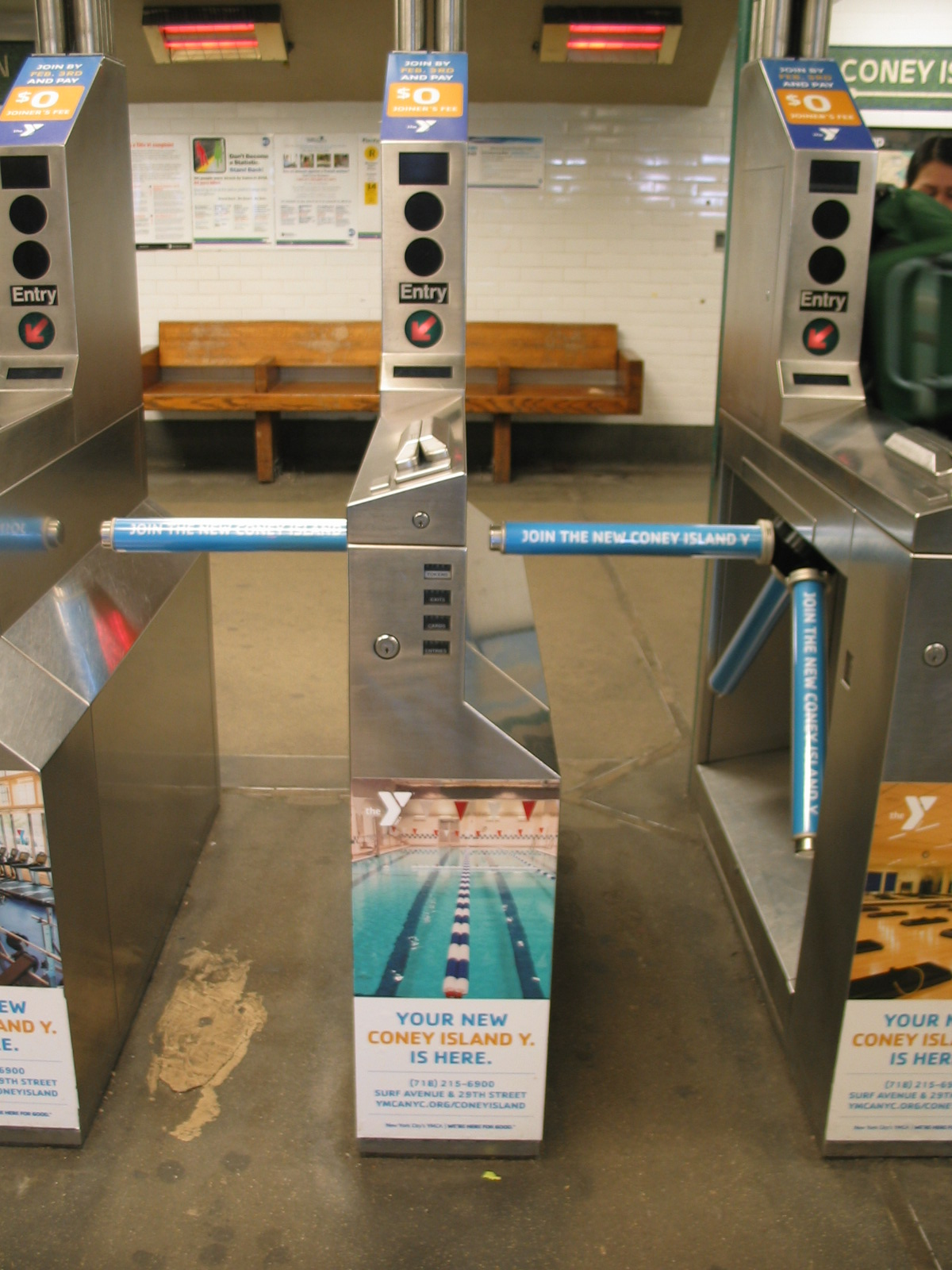
Турникеты на станции